# Kaoru i Rin. Rozkwitając z tobą
Kaoru i Rin. Rozkwitając z tobą (jap. 薫る花は凛と咲く Kaoru hana wa Rin to saku) – manga autorstwa Saki Mikami, publikowana w serwisie Magazine Pocket wydawnictwa Kōdansha od października 2021.
Na podstawie mangi studio CloverWorks wyprodukowało serial anime, którego premiera odbyła się w lipcu 2025.

## Fabuła
Dwa rywalizujące ze sobą licea znajdują się bezpośrednio obok siebie. Elitarna szkoła dla dziewcząt Kikyo, do której uczęszcza Kaoruko Waguri, słynie z wysokich standardów i wymagań akademickich. Męska szkoła Chidori, do której chodzi Rintaro Tsumugi, jest zdominowana przez łobuzów i chuliganów, a także przez tych, którzy zostali już odrzuceni przez inne placówki. Uczniowie obu szkół unikają siebie nawzajem i nie chcą mieć ze sobą nic wspólnego. Jednak kiedy Rin i Kaoru spotykają się w kawiarni rodziców Rina, zaczynają się poznawać i wkrótce zakochują się w sobie. Rin okazuje się kimś więcej, niż można by przypuszczać po uczniu Chidori. Choć jest jednym z liderów w szkole, potajemnie odczuwa niezadowolenie ze swojej sytuacji. Kaoru natomiast okazuje się bardziej otwarta, niż przystało uczennicy Kikyo, i broni Rina.

## Bohaterowie
- Rintaro Tsumugi (jap. 紬 凛太郎 Tsumugi Rintarō)

Seiyū: Ami Koshimizu 
- Kaoruko Waguri (jap. 和栗 薫子 Waguri Kaoruko)

Seiyū: Honoka Inoue 
- Shohei Usami (jap. 宇佐美 翔平 Usami Shōhei)

Seiyū: Kikunosuke Toya 
- Saku Natsusawa (jap. 夏沢 朔 Natsusawa Saku)

Seiyū: Kōki Uchiyama 
- Ayato Yorita (jap. 依田 絢斗 Yorita Ayato)

Seiyū: Hiiro Ishibashi 
- Subaru Hoshina (jap. 保科 昴 Hoshina Subaru)

Seiyū: Aya Yamane 

## Manga
Pierwszy rozdział mangi został opublikowany 20 października 2021 w serwisie Magazine Pocket. Następnie wydawnictwo Kōdansha rozpoczęło zbieranie rozdziałów do wydań w formacie tankōbon, których pierwszy tom ukazał się 9 marca 2022. Według stanu na 7 sierpnia 2025, do tej pory wydano 18 tomów.
W Polsce mangę wydaje Studio JG.
| Nr | Język japoński      | Język japoński         | Język polski     | Język polski           |
| Nr | Data wydania        | ISBN                   | Data wydania     | ISBN                   |
| --- | ------------------- | ---------------------- | ---------------- | ---------------------- |
| 1 | 9 marca 2022        | ISBN 978-4-06-526609-0 | 8 listopada 2024 | ISBN 978-83-8257-582-8 |
| Lista rozdziałów - 1. Rintaro i Kaoruko (jap. 凛太郎と薫子 Rintarō to Kaoruko) - 2. Chidori i Kikyo (jap. 千鳥と桔梗 Chidori to Kikyō) - 3. Oceny (jap. 試験勉強 Shiken benkyō) - 4. Przyjaciółka Kaoruko (jap. 薫子の友達 Kaoruko no tomodachi) - 5. Wspólna nauka (jap. 勉強会 Benkyō-kai) |                     |                        |                  |                        |
| 2 | 9 maja 2022         | ISBN 978-4-06-527851-2 | 25 lutego 2025   | ISBN 978-83-8257-653-5 |
| Lista rozdziałów - 6. Subaru Hoshina (jap. 保科昴 Hoshina Subaru) - 7. Temperatura serca (jap. 心の温度 Kokoro no ondo) - 8. Przyjaźń (jap. 4人の友情 Yon-nin no yūjō) - 9. Istota o nazwisku Waguri (jap. 和栗さんの存在 Waguri-san no sonzai) - 10. Nienawiść (jap. 大嫌い Daikirai) - 11. Moja ukochana Subaru (jap. 大好き Daisuki) - 12. Rintaro i Subaru (jap. 凛太郎と昴 Rintarō to Subaru) - 13. Mama (jap. 母さん Kāsan)                                                                                          |                     |                        |                  |                        |
| 3 | 8 lipca 2022        | ISBN 978-4-06-528386-8 | 30 kwietnia 2025 | ISBN 978-83-8257-693-1 |
| Lista rozdziałów - 14. Swoje miejsce (jap. 大好きな居場所 Daisuki na ibasho) - 15. Takiego kumpla ze świecą szukać (jap. かっこいい男 Kakkoī otoko) - 16. Dzień sportu (jap. スポーツ大会 Supōtsu taikai) - 17. Odwilż (jap. 雪解け Yukidoke) - 18. Oceanarium (jap. 水族館 Suizokukan) - 19. Zrozumieć uczucia (jap. 感情の正体 Kanjō no shōtai) - 20. Rozpogodzenie (jap. 雨雲去る Amagumo saru) - 21. Blond i kolczyki (jap. 金髪とピアス Kinpatsu to piasu)                                                            |                     |                        |                  |                        |
| 4 | 9 września 2022     | ISBN 978-4-06-529144-3 | 26 czerwca 2025  | ISBN 978-83-8257-750-1 |
| Lista rozdziałów - 22. Uczucia matki (jap. 母の思い Haha no omoi) - 23. Nauka w sześcioro (jap. 6人で勉強会 Roku-nin de benkyō-kai) - 24. Po drugiej stronie zasłon (jap. カーテンの向こう側 Kāten no mukō-gawa) - 25. Bolączka początku lata (jap. 初夏の悩み Shoka no nayami) - 26. Yorita i Rintaro (jap. 依田と凛太郎 Yorita to Rintarō) - 27. Czat grupowy (jap. グループトーク Gurūputōku) - 28. Urodziny Waguri (jap. 和栗さんの誕生日 Waguri-san no tanjōbi) - 29. 22 lipca (jap. 7月22日 Shichigatsu nijūninichi) |                     |                        |                  |                        |
| 5 | 9 listopada 2022    | ISBN 978-4-06-529641-7 | —                |                        |
| Lista rozdziałów - 30. Tanjōbi tōjitsu (jap. 誕生日当日) - 31. Kēki no kansō (jap. ケーキの感想) - 32. Natsuyasumi no sugoshikata (jap. 夏休みの過ごし方) - 33. Umibe no madoi (jap. 海辺の惑い) - 34. Koko ni itai (jap. ここにいたい) - 35. Senkō hanabi (jap. 線香花火) - 36. Sukidesu (jap. 好きです) - 37. Natsu matsuri (jap. 夏祭り) |                     |                        |                  |                        |
| 6 | 6 stycznia 2023     | ISBN 978-4-06-530334-4 | —                |                        |
| Lista rozdziałów - 38. Rintarō no omoi (jap. 凛太郎の想い) - 39. Kokuhaku (jap. 告白) - 40. Kaoruko to Rintarō (jap. 薫子と凛太郎) - 41. Kokuhaku no yokuasa (jap. 告白の翌朝) - 42. Henka (jap. 変化) - 43. Futari de kaimono (jap. 二人で買い物) - 44. Hōkoku (jap. 報告) - 45. Natsusawa no tanjōbi (jap. 夏沢の誕生日) |                     |                        |                  |                        |
| 7 | 9 marca 2023        | ISBN 978-4-06-530959-9 | —                |                        |
| Lista rozdziałów - 46. Tanjōbi purezento (jap. 誕生日プレゼント) - 47. Natsusawa Mio (jap. 夏沢澪) - 48. Saku to Subaru (jap. 朔と昴) - 49. Yūjō no kikkake (jap. 友情のきっかけ) - 50. Tomodachi (jap. 友達) - 51. Arigatai (jap. 有り難い) - 52. Waguri-san no arubaito (jap. 和栗さんのアルバイト) - 53. Ī hito (jap. いい人) |                     |                        |                  |                        |
| 8 | 9 maja 2023         | ISBN 978-4-06-531601-6 | —                |                        |
| Lista rozdziałów - 54. Gohōbi no kēki (jap. ご褒美のケーキ) - 55. Waguri-san no ie (jap. 和栗さんの家) - 56. Shōmei (jap. 証明) - 57. Waguri Kōsuke (jap. 和栗洸介) - 58. Mebaeta kimochi (jap. 芽生えた気持ち) - 59. Hachiawase (jap. 鉢合わせ) - 60. Kikyō to Chidori (jap. 桔梗と千鳥) - 61. Kūsō to genjitsu (jap. 空想と現実) |                     |                        |                  |                        |
| 9 | 8 sierpnia 2023     | ISBN 978-4-06-532607-7 | —                |                        |
| Lista rozdziałów - 62. Kakugo (jap. 覚悟) - 63. Nitamono dōshi (jap. 似た者同士) - 64. Jūyōna koto (jap. 重要なこと) - 65. Feisu tou (jap. フェイス・トゥ) - 66. Sawatari ayumi (jap. 沢渡亜由美) - 67. Damena hito (jap. だめな人) - 68. Akogare (jap. 憧れ) - 69. Onaji (jap. 同じ) |                     |                        |                  |                        |
| 10 | 9 listopada 2023    | ISBN 978-4-06-533508-6 | —                |                        |
| Lista rozdziałów - 70. Mune no uchi (jap. 胸の内) - 71. Natsusawa no kako (jap. 夏沢の過去) - 72. Zenshin (jap. 前進) - 73. Hisabisa no dēto (jap. 久々のデート) - 74. Aisatsu (jap. 挨拶) - 75. Haha to kanojo (jap. 母と彼女) - 76. Kansha (jap. 感謝) - 77. Tada tanoshiku (jap. ただ楽しく) |                     |                        |                  |                        |
| 11 | 9 stycznia 2024     | ISBN 978-4-06-534168-1 | —                |                        |
| Lista rozdziałów - 78. Shūgaku ryokō (jap. 修学旅行) - 79. Tabi no omoide (jap. 旅の思い出) - 80. Subaru no tanjōbi (jap. 昴の誕生日) - 81. Rintarō no ani (jap. 凛太郎の兄) - 82. Sōtarō to Rintarō (jap. 颯太朗と凛太郎) - 83. Mō daijōbu (jap. もう大丈夫) - 84. Rintarō no kigakari (jap. 凛太郎の気がかり) - 85. Chūgaku no dōkyūsei (jap. 中学の同級生) |                     |                        |                  |                        |
| 12 | 9 kwietnia 2024     | ISBN 978-4-06-535156-7 | —                |                        |
| Lista rozdziałów - 86. Nabata satsuki (jap. 菜畑皐月) - 87. Hatsukoi to shitsuren (jap. 初恋と失恋) - 88. Mina de karaoke (jap. 皆でカラオケ) - 89. Shinro kibō chōsa (jap. 進路希望調査) - 90. Yorita no shōrai (jap. 依田の将来) - 91. Tsutaerubeki koto (jap. 伝えるべきこと) - 92. Rintaro to Yorita (jap. 凛太郎と依田) - 93. Kurisumasu herupā (jap. クリスマスヘルパー) |                     |                        |                  |                        |
| 13 | 9 lipca 2024        | ISBN 978-4-06-536120-7 | —                |                        |
| Lista rozdziałów - 94. Yorita no kako (jap. 依田の過去) - 95. Imiganai (jap. 意味がない) - 96. Subete ga kaiketsu shita nochi (jap. 全てが解決した後) - 97. Hataraku koto no imi (jap. 働くことの意味) - 98. Yorita-san no kaitō (jap. 依田さんの回答) - 99. Karera no kurisumasu (jap. 彼らのクリスマス) - 100. Anata ni totte tokubetsuna (jap. あなたにとって特別な) |                     |                        |                  |                        |
| 14 | 9 października 2024 | ISBN 978-4-06-537044-5 | —                |                        |
| Lista rozdziałów - 101. Jūnigatsu nijūninichi (jap. 12月26日) - 102. Kaoruko no purezento (jap. 薫子のプレゼント) - 103. Shin’nen no (jap. 新年の) - 104. Sōtarō to Kaoruko (jap. 宗太郎とかおるこ) - 105. Shin'nen no shin gakki (jap. 新年の新学期) - 106. Nana-nin de tēma pāku (jap. 7人でテーマパーク) - 107. Rintarō no tanjōbi (jap. 凛太郎の誕生日) - 108. Saku to Subaru no benkyō-kai (jap. 朔と昴の勉強会) - 109. Mae ni susumu yūki (jap. 前に進む勇気)                                                        |                     |                        |                  |                        |
| 15 | 8 stycznia 2025     | ISBN 978-4-06-538053-6 | —                |                        |
| Lista rozdziałów - 110. Sorezore no nigatsu (jap. それぞれの2月) - 111. Barentain (jap. バレンタイン) - 112. Moshi e (jap. (模試へ) - 113. Kokoro no furukizu (jap. 心の古傷) - 114. Natsusawa to hidaka (jap. 夏沢と飛鷹) - 115. Moshi o oete (jap. 模試を終えて) - 116. Horā eiga (jap. ホラー映画) - 117. Ano hi no kēki-ya (jap. あの日のケーキ屋) |                     |                        |                  |                        |
| 16 | 9 kwietnia 2025     | ISBN 978-4-06-539040-5 | —                |                        |
| Lista rozdziałów - 118. Moratte bakari (jap. もらってばかり) - 119. Mokuhyō (jap. 目標) - 120. Natsusawa no howaitodē (jap. 夏沢のホワイトデー) - 121. Patishie (jap. パティシエ) - 122. San-nensei (jap. ３年生) - 123. Heikina furi (jap. 平気なフリ) - 124. Yowane (jap. 弱音) - 125. Takoyaki pātī (jap. たこ焼きパーティー) |                     |                        |                  |                        |
| 17 | 9 czerwca 2025      | ISBN 978-4-06-539745-9 | —                |                        |
| Lista rozdziałów - 126. Kaoruko no chichi to rintarō (jap. 薫子の父と凛太郎) - 127. San-Nen no supo-dai (jap. ３年のスポ大) - 128. Yasashī hito (jap. 優しい人) - 129. Kaoruko no shōrai (jap. 薫子の将来) - 130. Kareshi (jap. 彼氏) - 131. Sanfujinka-i (jap. 産婦人科医) - 132. Sorezore no shinro (jap. それぞれの進路) - 133. Chōnan no Usami (jap. 長男の宇佐美) |                     |                        |                  |                        |
| 18 | 7 sierpnia 2025     | ISBN 978-4-06-540356-3 | —                |                        |

## Anime
Adaptacja w formie telewizyjnego serialu anime została zapowiedziana 16 września 2024 podczas wydarzenia Aniplex Online Fest. Seria została wyprodukowana przez studio CloverWorks, za reżyserię odpowiada Miyuki Kuroki, wraz z Satoshim Yamaguchim jako asystentem reżysera, scenariusz napisała Rino Yamazaki, postacie zaprojektował Kohei Tokuoka, a muzykę skomponowała Moeki Harada. Premiera odbyła się 6 lipca 2025. Motywem otwierającym jest „Manazashi wa hikari” (jap. まなざしは光) autorstwa Tatsuyi Kitaniego, natomiast końcowym „Hare no hi ni” (jap. ハレの日に) w wykonaniu Reiry Ushio. Prawa do streamingu serii na całym świecie nabył Netflix.

## Odbiór
W 2022 roku manga została nominowana do nagrody Next Manga Award w kategorii internetowej i uplasowała się na szóstym miejscu spośród 50 nominowanych. Seria była również nominowana do Tsutaya Comic Award i zajęła drugie miejsce. Zajęła siódme miejsce w rankingu rekomendowanych komiksów ogólnonarodowych pracowników księgarń z 2023 roku. Była również jedną z pozycji nominowanych do 47. nagrody Kōdansha Manga w kategorii shōnen w 2023 roku; w kolejnym roku była nominowana do 48. edycji w tej samej kategorii.
W marcu 2023 nakład serii przekroczył 1 milion egzemplarzy.